# Třída Ťia-i
Třída Ťia-i je třída oceánských hlídkových lodí Tchajwanské pobřežní stráže. Jedná se o verzi 7 125 od kanadské konstrukční firmy VARD Marine. Celkem je plánována stavba čtyř jednotek této třídy. Jsou to největší plavidla této pobřežní stráže.
Plavidla budou operovat ve výlučné ekonomické zóně země. Mezi jejich úkoly patří pohraniční hlídkování, průzkum, protipirátské a protipašerácké operace, likvidace znečištění a požárů, nebo mise SAR.

## Stavba
Stavba této třídy je součástí širšího modernizačního programu, v rámci kterého má pobřežní stráž v letech 2018–2027 získat celkem 141 nových plavidel všech typů. Z toho čtyři jednotky této třídy, šest hlídkových lodí o výtlaku 1000 tun, dvanáct hlídkových lodí o výtlaku 600 tun, sedmnáct hlídkových člunů o výtlaku 100 tun a dalších sto dva menších plavidel. Plavidla třídy Ťia-i navrhla a staví společnost CSBC Corporation ve své loděnici v Kao-siungu. Přijetí prototypu do služby proběhlo ve stejný den, jako spuštění druhé jednotky na vodu. Ceremoniálu se účastnila prezidentka Cchaj Jing-wen.
Jednotky třídy Ťia-i:
| Jméno               | Založení kýlu     | Spuštěna          | Vstup do služby | Status    |
| ------------------- | ----------------- | ----------------- | --------------- | --------- |
| Ťia-i (CG 5001)     | 30. října 2019    | 2. června 2020    | 29. dubna 2021  | aktivní   |
| Sin-ču (CG 5002)    | 28. srpna 2020    | 29. dubna 2021    | 22. dubna 2022  | aktivní   |
| Jün-lin (CG 5003)   | 27. prosince 2021 | 12. prosince 2022 | 9. března 2024  | aktivní   |
| Tchaj-pej (CG 5005) | 19. května 2023   | 3. března 2024    |                 | ve stavbě |

## Konstrukce

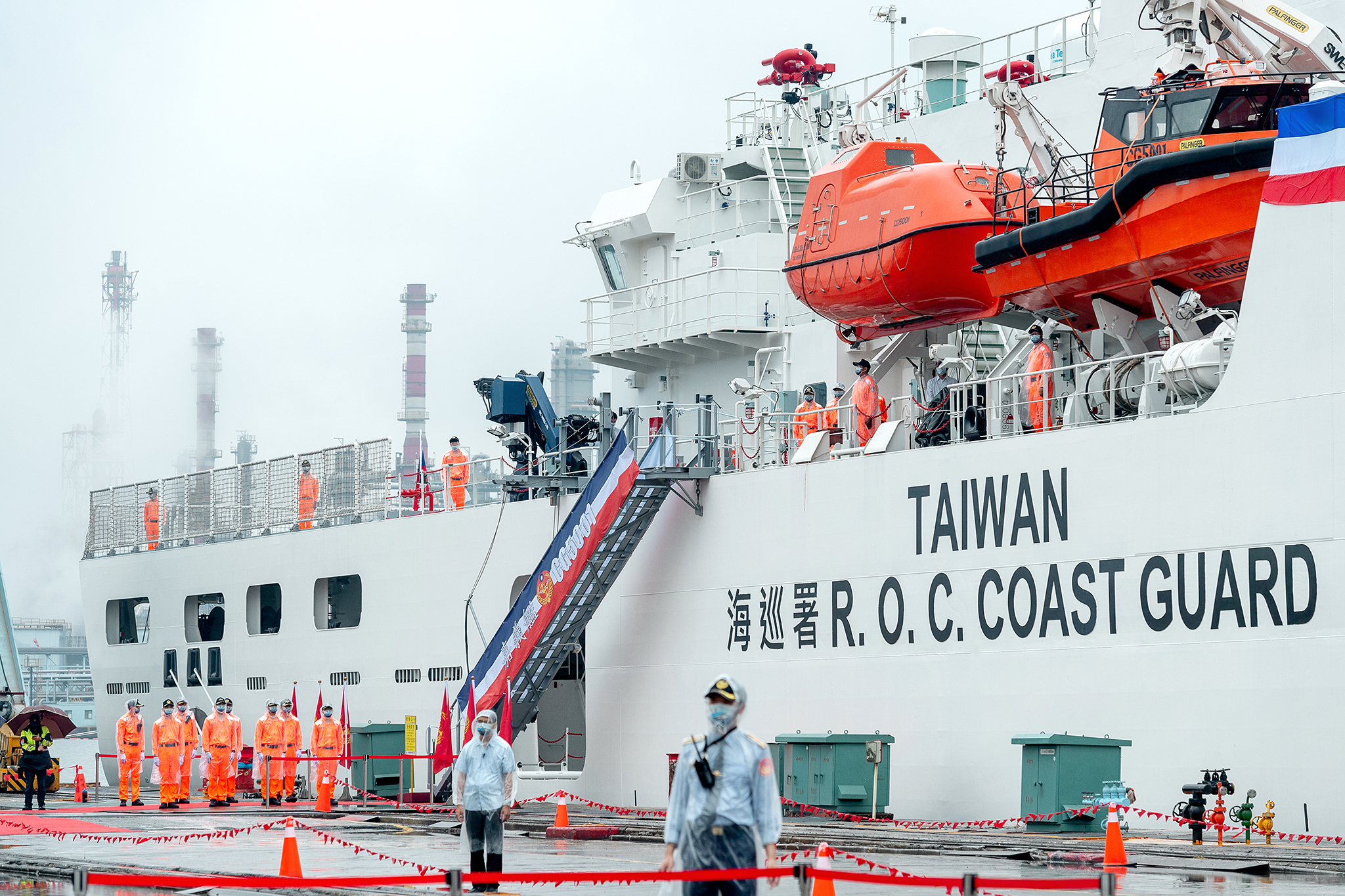
Ťia-i (CG 5001)

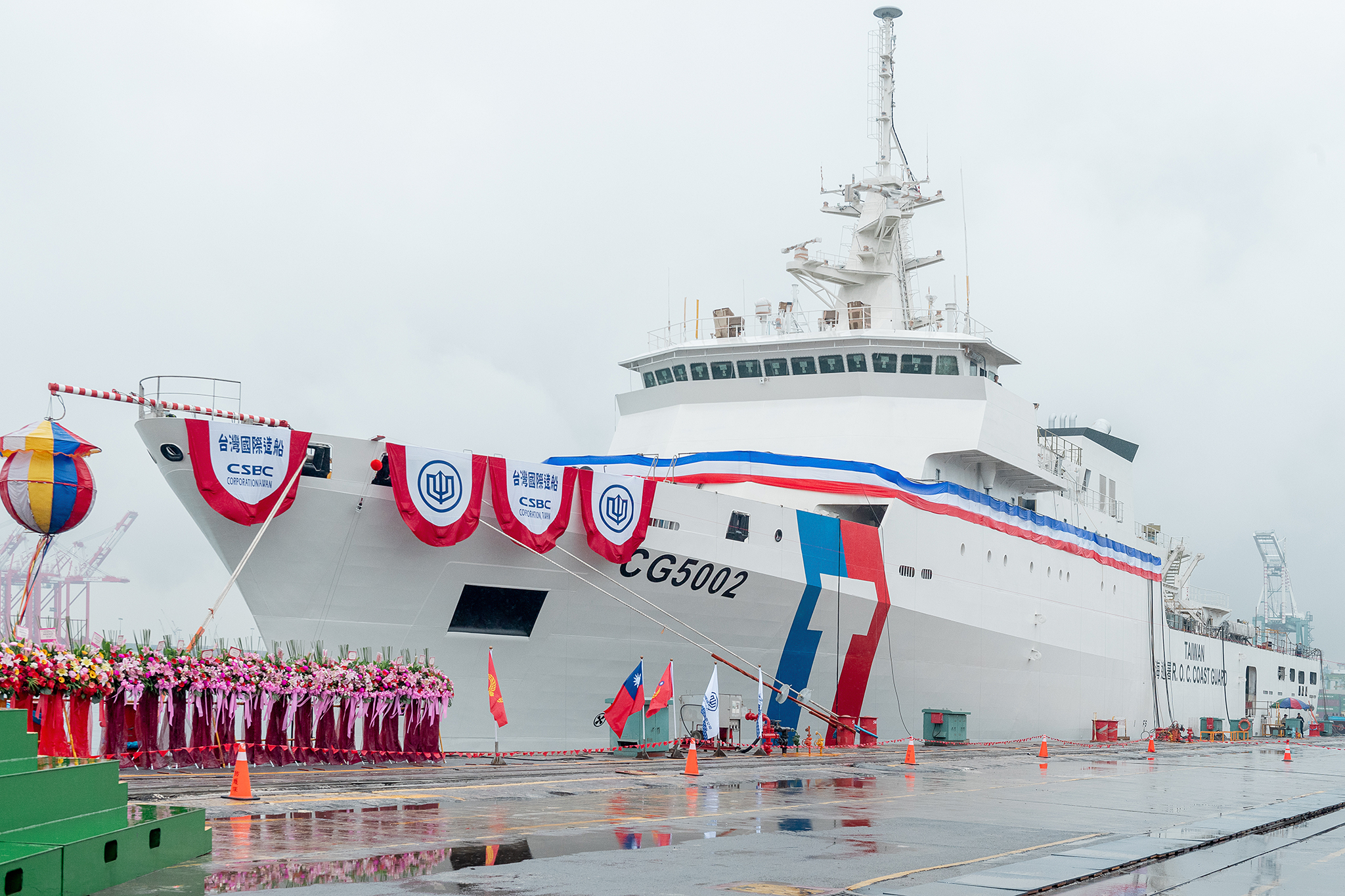
Sin-ču (CG 5002) po spuštění na vodu

Pro případ nasazení do humanitárních misí jsou plavidla vybavena palubní nemocnicí. Plavidla jsou vyzbrojena šesti sedmihlavňovými odpalovacími zařízeními pro 70mm neřízené střely Čeh-chaj na plošině před můstkem, dvě dálkově ovládané zbraňové stanice XTR-102A2 se dvěma 20mm kanóny T-75 na plošině mezi můstkem a komínem a dva 12,7mm kulomety M2 Browning. Doplňují je jedno vodní dělo na přídi a další dva na střeše hangáru. Na palubě jsou vyhrazeny prostory pro případnou instalaci protilodních střel. Na zádi se nachází přistávací plocha a hangár pro jeden vrtulník S-70C.
Pohonný systém tvoří dva diesely MTU 20V 8000 M71L, každý o výkonu 12 205 hp, pohánějící dva lodní šrouby se stavitelnými lopatkami. Manévrovací schopnosti zlepšovaly dvě dokormidlovací zařízení, po jednom v přídi a v zádi. Nejvyšší rychlost dosahuje 24 uzlů. Dosah přesahuje 10 000 námořních mil.